# قرد (أسطورة)

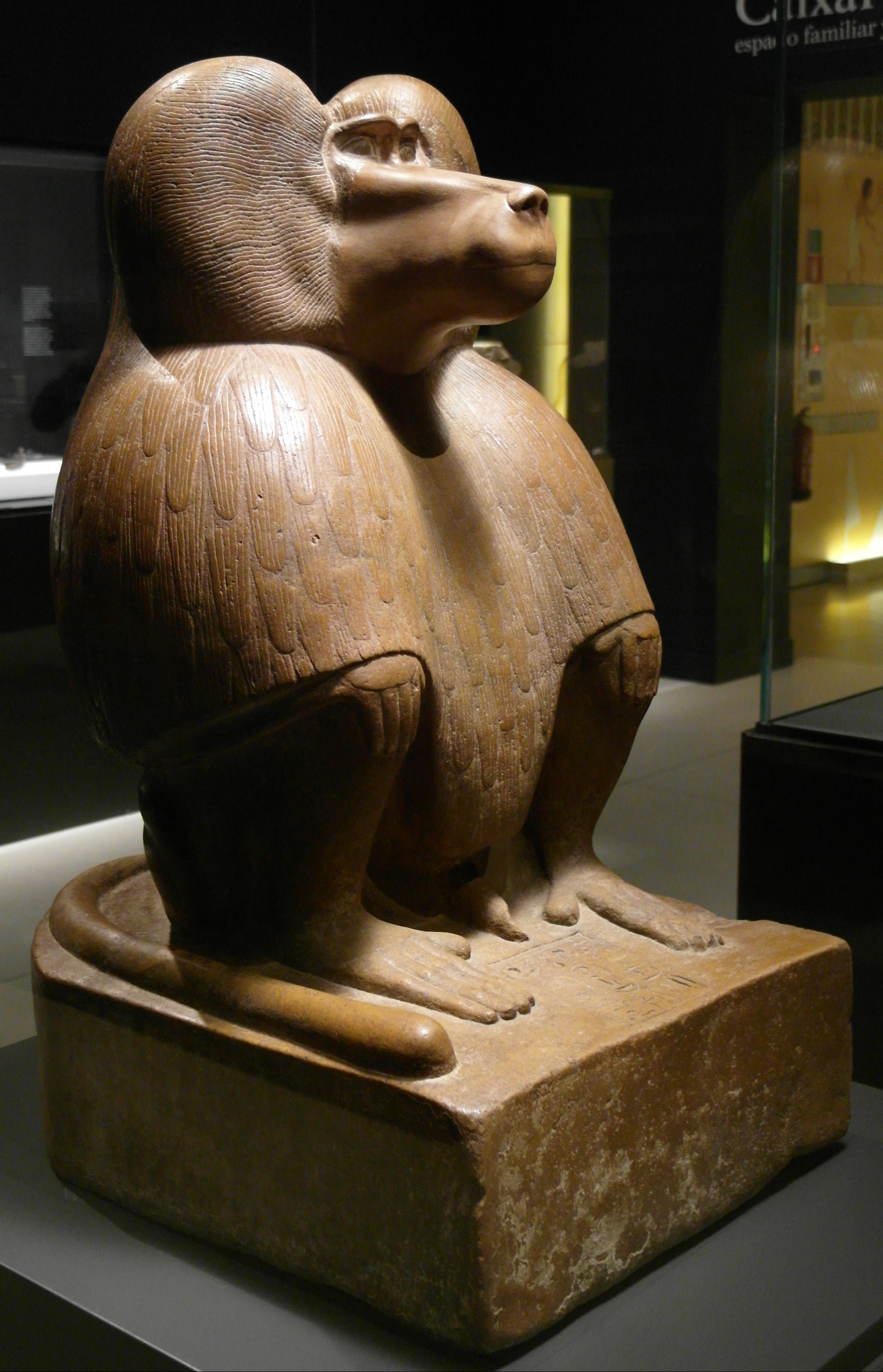
منحوتة قرد البابون.

القرد (بالإنجليزية: Ape)‏ كان القرد في أساطير العالم القديم من الحيوانات التي يرمز لها بالخير والشر على السواء. فهناك في مصر القديمة قرد برأس كلب يساعد الإله تخرت عندما توزن روح المتوفى وتوضع على الميزان. وكانت القردة تحنط في مصر القديمة عند موتها. وكان هانومان الذي ساعد البطل راما في الأساطير الهندوسية قردًا أو الإله القرد. وفي الصين تروى الكثير من الحكايات عن مغامرات الراهب البوذي في القرن السابع الذي سافر من الصين إلى الهند واصطحب معه قردًا، وعاد بمجموعة من الكتب المقدسة. وفي مقابل هذا الوجه الخير المفيد للقرد، هناك الحاخام اليهودي القديم الذي يقول: إذا رأى المرء قردًا فذلك علامة على حظٍّ سيئ.

## الأساطير والأديان

### اليهودية والمسيحية
وتقول أسطورة يهودية إن ثلاثة طبقات من البشر بنوا برج بابل، تحولت طبقة منهم إلى قردة كعقاب من الله وكان البعض يعتقد أن اليهود الذين يقيمون في إيلات قد عاقبهم الله وأحالهم إلى قردة، لأنهم كانوا يصطادون في يوم السبت المخصص للراحة، وكان ينظر إلى القرد في التراث الشعبي المسيحي إبان العصور الوسطى على أنه حيوان شهوانی لديه شبق، كما أنه لا يعرف الخجل.

### مصر القديمة
كان للقرد دور مهم في حياة قدماء المصريين، إذ كان يشاركهم في الزراعة وجمع المحاصيل والفاكهة والرقص والموسيقى. وكانوا يألفون ويستأنسون نوعين منها، أولهما لونه أخضر كلبي الرأس، أسموه ميمون أو قردوح، والثاني رسم بلون أصفر. ولوحظ أن المصري كان يصطحب القرد للصيد مع كلابه. واعتبروه رمزاً، وعموما، كان شريكا لهم في عمارة الأرض وبناء الحضارة، وظهرت في عدة مقابر فرعونية صور ورسوم وجدران تكشف دوره في الصيد وري الأرض وجمع المحاصيل ومساعدة الشرطة في القبض على المجرمين والتسلية والرقص، كما وجدت رسومات لقرد يقف أمام فرقة موسيقية كاملة، وآخر يقف وحيدًا أمام عازف. وكانوا يعتقدون أنَّه يُسلي الميت في قبره كما يسليه في دنياه.

### الهند
يعتبر القرد رمز التيرثنقار الرابع في الجاينية، والمسمى أبينانداناثان [الإنجليزية]. وفي الهندوسية، هناك إله قرد يسمى هانومان، هو إله يشبه الإنسان يعتقد أنه يمنح الشجاعة والقوة وطول العمر للشخص الذي يفكر فيه أو راما. وهو إله الحكمة والقوة والشجاعة والتفاني والانضباط الذاتي.